# Islamisches Kulturzentrum König Fahd (Buenos Aires)

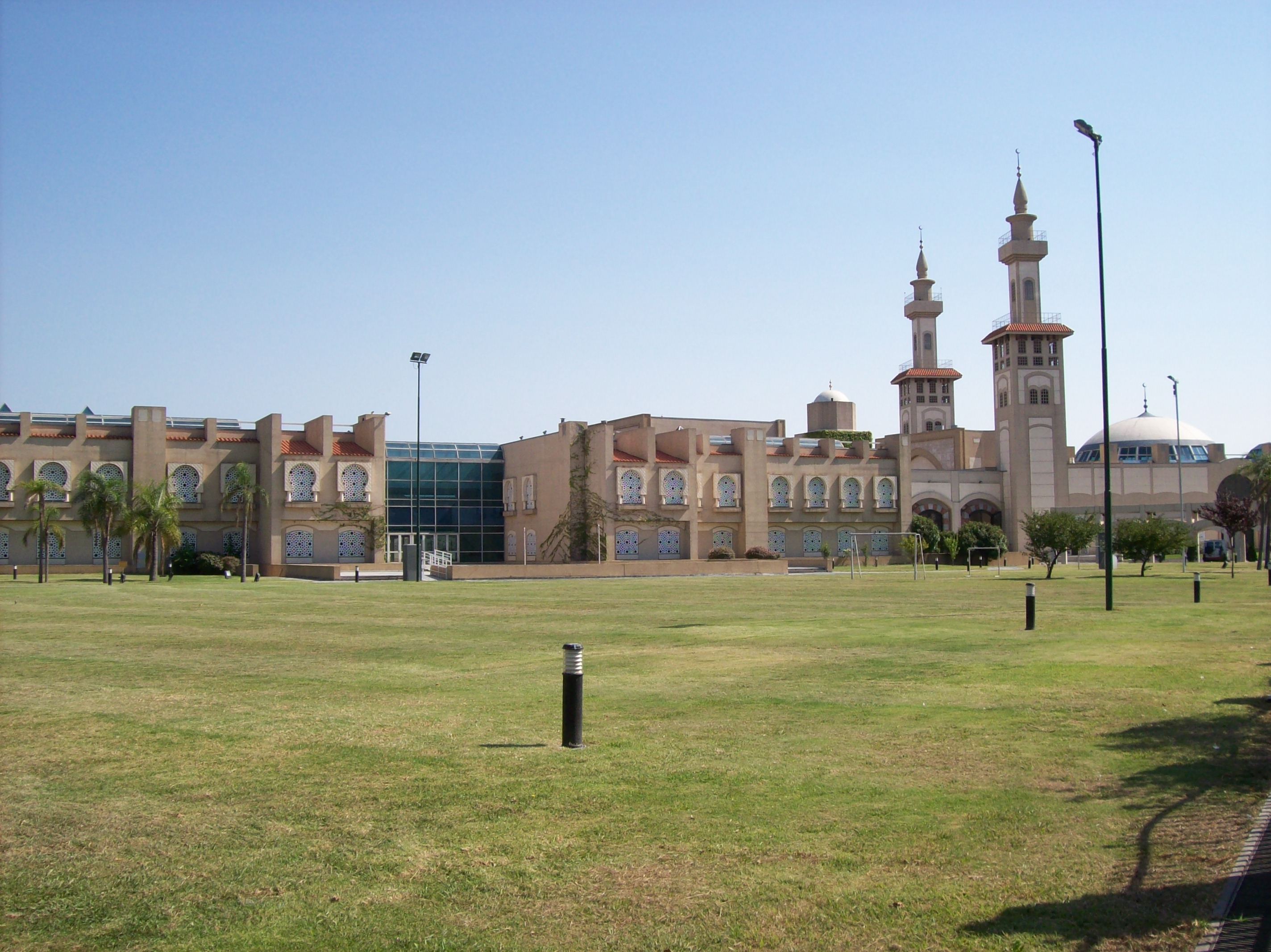
Islamisches Kulturzentrum König Fahd

Das Islamische Kulturzentrum König Fahd, eingeweiht am 25. September 2000, ist das größte islamische Gotteshaus in Lateinamerika. Es übertrifft die Moschee in Caracas in Venezuela, die vormals als größte Moschee Lateinamerikas galt.
Die Moschee befindet sich an der Avenida Intendente Bullrich, im Stadtteil Palermo in Buenos Aires, Argentinien, und bietet 1200 Männern und 400 Frauen Platz. Der Entwurf stammt vom saudi-arabischen Architekten Zuhair Faiz und belegt eine Fläche von 3,5 Hektar.